# 南田村
南田村為臺灣臺東縣達仁鄉轄下之一村。該村舊名Ljupetje(斯路博吉)。南田村是日治時期的移民村，村民來自牡丹、大武、達仁三地，皆為排灣族群，是個沒有世襲頭目與貴族制度的部落。

## 地理環境
南田村三面深居內陸，唯東面鄰海，可觀望太平洋，村內主要公路台26線因此濱海闢建，為全鄉唯一靠海而居的村落。南田村北隔安朔溪，與安朔村毗鄰，僅接近海口部分與大武鄉南興村劃界相鄰，西面則為森永村，向南及向西南越過太和山、牡丹溪山之分水嶺，則進入屏東縣牡丹鄉境內，與旭海村相鄰。全村境內海拔不過500公尺。

## 歷史沿革
日治時期，為海防需要，日警駐防於此設立警戒哨所，並推動遷徙計劃，將潮州郡Malipa（馬里巴社）遷到Ljupetje（舊南田）定居。1950年代間受到暴風雨襲擊，家園四散，導致族人遷往鄰近加羅坂及旭海居住，剩餘仍居原地的族人對生活感到不安，高石成警官建議族人全部搬遷到位於現今第一部落的位置。
由台26線向南前行，在濱臨太平洋這一端的海灘盛產南田石，再向南前行到塔瓦溪即是縣界，由此越過後，可進入到屏東縣境內，同時這裡有一條阿朗壹古道由旭海端往北通向南田，是公路總局預定台26線計畫興建的路線。

## 圖片

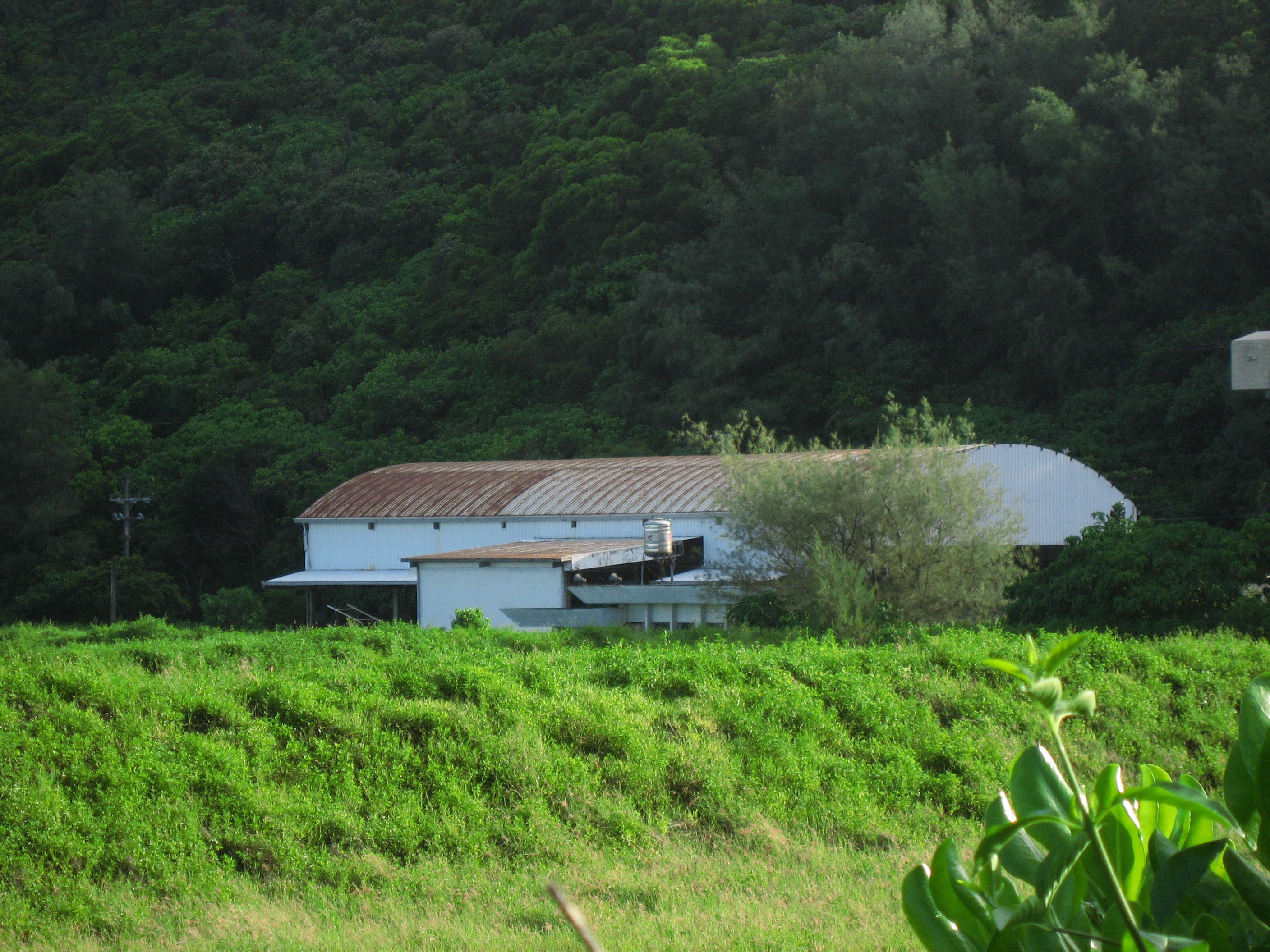
南田村活動中心
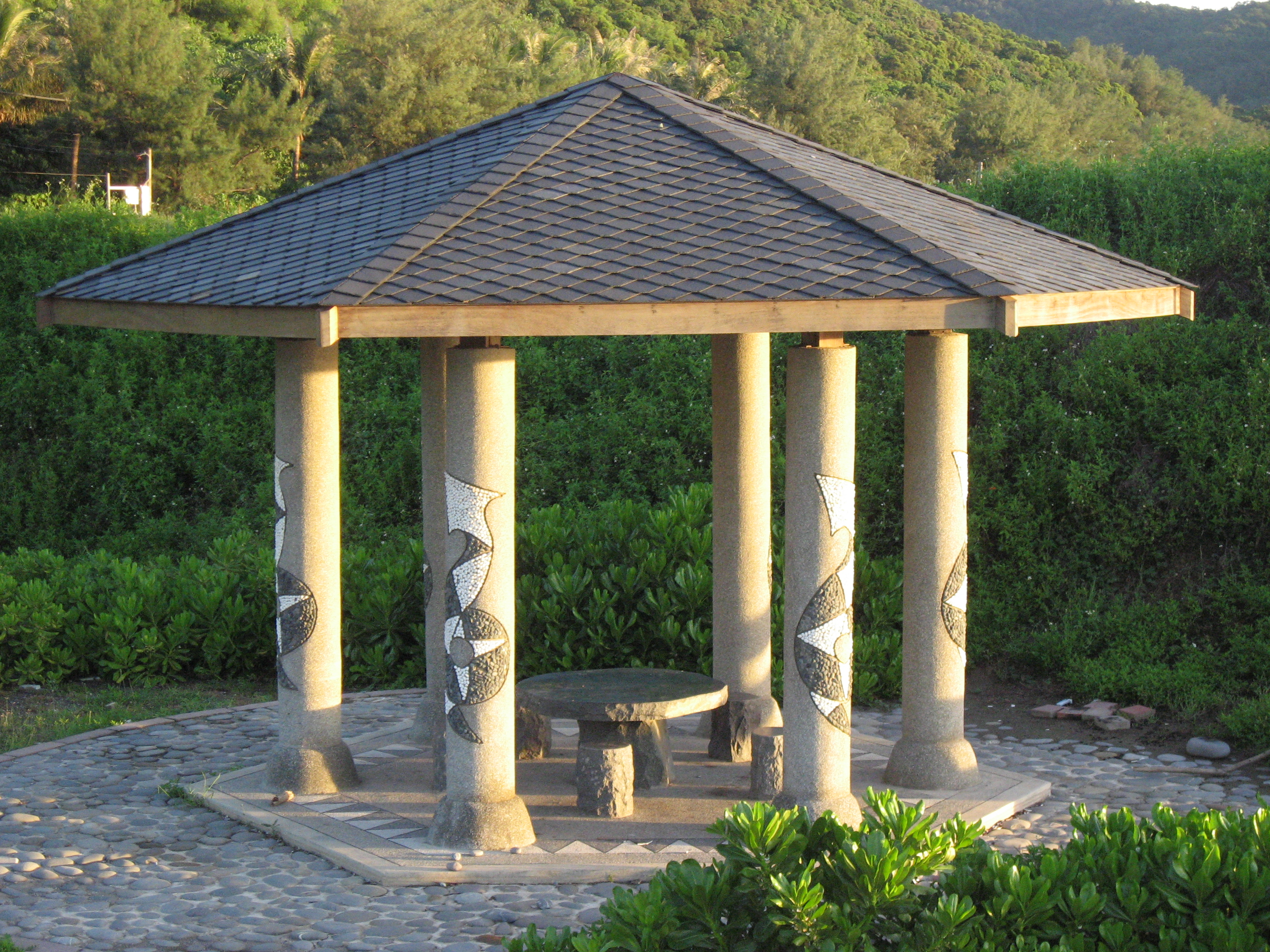
南田海岸親水公園之涼亭
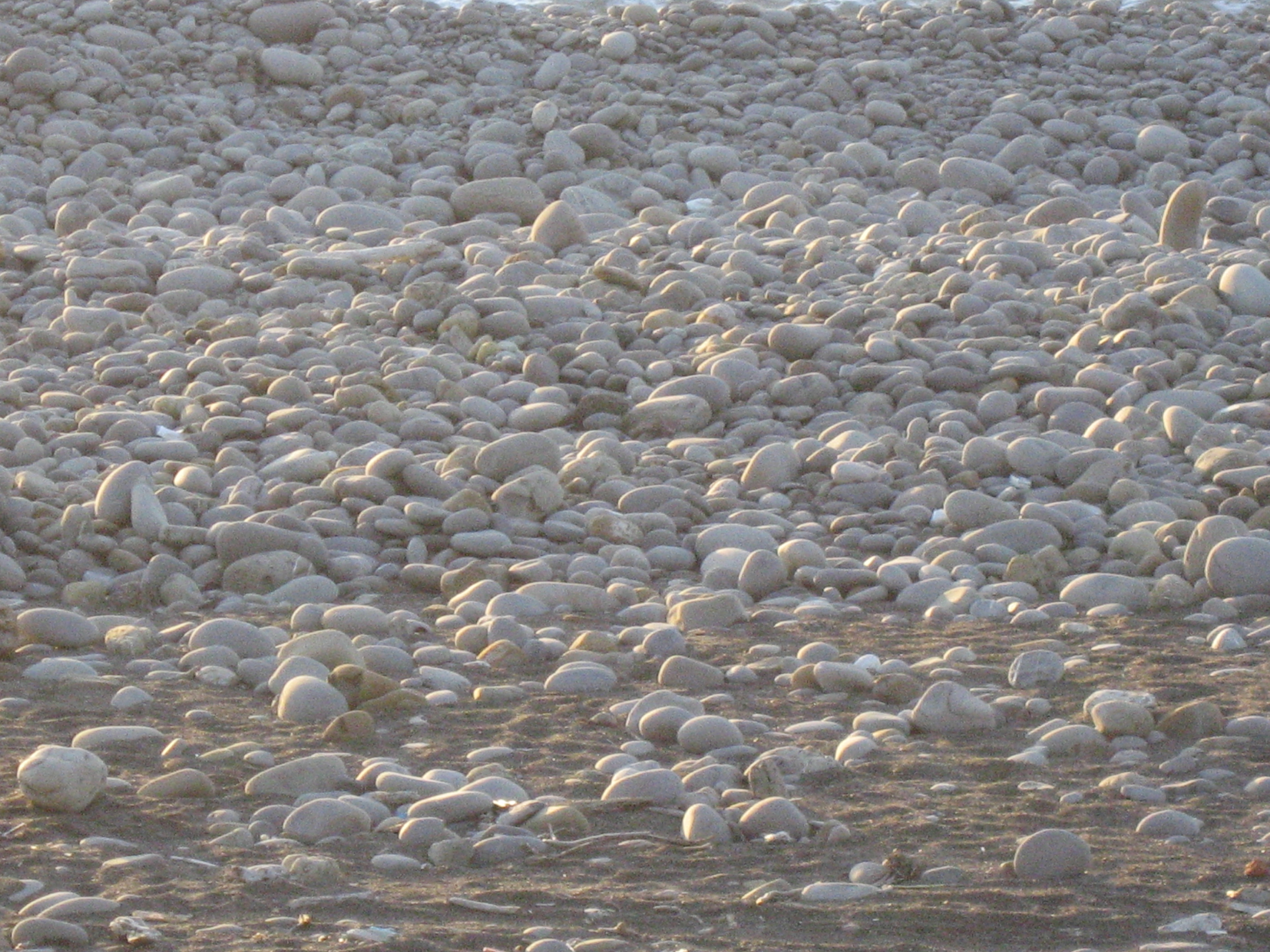
南田海岸之南田石

## 外部連結
- 達仁鄉公所（页面存档备份，存于）